# Wólka Jankowska
Wólka Jankowska (deutsch Marienwalde) ist ein kleiner Ort in der polnischen Woiwodschaft Ermland-Masuren und gehört zur Gmina Srokowo (Drengfurth) im Powiat Kętrzyński (Kreis Rastenburg).

## Geographische Lage
Wólka Jankowska liegt in der nördlichen Mitte der Woiwodschaft Ermland-Masuren, 16 Kilometer nordöstlich der Kreisstadt Kętrzyn (deutsch Rastenburg).

## Geschichte
Marienwalde war ein großes Vorwerk und bis 1945 nach Baumgarten (polnisch Ogródki) im ostpreußischen Kreis Rastenburg eingegliedert. 1820 zählte der kleine Ort 24, 1885 schon 68, und 1905 noch 38 Einwohner.
Am 30. September 1928 wurden die Gutsbezirke Baumgarten (polnisch Ogródki), Lenzkeim (Łęsk) und Wickerau (Wikrowo) in die Landgemeinde Baumgarten eingegliedert.
Als 1945 in Kriegsfolge das gesamte südliche Ostpreußen an Polen überstellt wurde, war auch Marienwalde davon betroffen. Es erhielt die polnische Namensform „Wólka Jankowska“. Der heutige Weiler (polnisch Przysiółek) ist heute ein Ort in der Landgemeinde Srokowo (Drengfurth) im Powiat Kętrzyński (Kreis Rastenburg), bis 1998 der Woiwodschaft Olsztyn, seither der Woiwodschaft Ermland-Masuren zugehörig.

## Kirche
Bis 1945 war Marienwalde in die evangelische Kirche Barten (polnisch Barciany) in der Kirchenprovinz Ostpreußen der Kirche der Altpreußischen Union sowie in die katholische Kirche St. Katharina in Rastenburg im damaligen Bistum Ermland eingepfarrt.
Heute gehört Wólka Jankowska zur katholischen Pfarrei Srokowo im jetzigen Erzbistum Ermland  sowie zur evangelischen Johanneskirche Kętrzyn mit ihren Filialkirchen in Barciany und in Srokowo.

## Verkehr
Wólka Jankowska liegt ein wenig abseits und ist über einer zum Teil unwegsame Nebenstraße von Kosakowo (Marienthal) aus über Lipowo zu erreichen. Eine Anbindung an den Bahnverkehr existiert nicht.